# Заміри
Замі́ри — село в Україні, у Потіївській сільській територіальній громаді Житомирського району Житомирської області. Населення становить 67 осіб (2001).

## Історія
До 6 серпня 2015 року село входило до складу Гуто-Потіївської сільської ради Радомишльського району Житомирської області.

## Відомі люди
- Осецький Валерій Леонідович (* 1956) — учений у галузі економічної теорії. Доктор економічних наук, професор. Академік АН вищої школи України.